# The Hole in the Garden Wall
The Hole in the Garden Wall è un cortometraggio muto del 1914 scritto, interpretato e diretto da Rupert Julian.

## Produzione
Il film fu prodotto dalla Rex Motion Picture Company.

## Distribuzione
Distribuito dalla Universal Film Manufacturing Company, il film - un cortometraggio in una bobina - uscì nelle sale cinematografiche statunitensi il 23 agosto 1914.